# Astaenomoechus punctifrons
Astaenomoechus punctifrons is een keversoort uit de familie Hybosoridae. De wetenschappelijke naam van de soort is voor het eerst geldig gepubliceerd in 2003 door Howden & Gill.